# József Angster
 József (Joseph) Angster (Kácsfalu /Jagodnjak/, 7. srpnja 1834. - Pécs /Pečuh/, 9. lipnja 1918.), čuveni graditelj orgulja. Gradnju orgulja izučio je u domovini, a dulje se usavršavao u Parizu kod znamenitog orguljara Aristida Cavaillé-Colla. Godine 1867. vratio se u domovinu i u Pečuhu osnovao vlastitu radionicu, koju su preuzeli njegovi sinovi Emil i Oskar. Njegove orgulje mogu se pronaći u mnogim crkvama u Austriji, Češkoj, Mađarskoj, Poljskoj, u Rimu (Italija), Rumunjskoj, Slovačkoj, Sloveniji, Hrvatskoj, Srbiji i Ukrajini. Najveće su mu djelo orgulje u bazilici Sv. Stjepana u Budimpešti (1905). Sudjelovao je u gradnji orgulja za kölnski dvorac, crkvu Notre-Dame u Parizu i crkvu Svetog Trojstva. Sagradio je tridesetak orgulja u Hrvatskoj (Međimurje, Podravina, Baranja, Slavonija), a među njima su najpoznatije one u kapeli dvorca Prandau u Valpovu (1875), u Duboševici (oko 1890), Prelogu (1896) i Kotoribi (1902).

## Orgulje u Valpovu
Prema internetskoj stranici Rimokatoličke župa Valpovo  Arhivirana inačica izvorne stranice od 17. lipnja 2007. (Wayback Machine) izuzetno vrijedne mehaničke povijesne orgulje na pjevalištu kapele u valpovačkom dvorcu imaju 18 zvučnih registara na 2 manuala i pedalu, a sagradio ih je vrsni pečuški orguljar Jozsef Angster 1876. godine. Njihov naručitelj, barun Gustav Hilleprand od Prandaua, tražio je da budu izrađene od najkvalitetnijih materijala, bez obzira na cijenu. Organolog prof. Ladislav Šaban tvrdi za te orgulje da su skupocjen instrument iz radionice najpoznatijeg mađarskog graditelja, sposobne za koncertno sviranje i jedan od najvrednijih spomenika kulture ove regije. Štoviše, na jednom je mjestu čak zapisao da su "izuzetno djelo osobite umjetničke vrijednosti koje je danas spomenik kulture najviše (međunarodne) kategorije i nedvojbeno stoji na prvom mjestu među spomeničkim orguljama Slavonije".